# NSB Type 1a
Die norwegischen Dampflokomotiven der Type 1a wurden 1861 und 1865 als Tenderlokomotiven in insgesamt drei Exemplaren von Robert Stephenson in Newcastle upon Tyne, England, mit der Fabriknummern 1399, 1400 und 1615 für die Bahnstrecke Oslo–Kongsvinger (Kongsvingerbanen – KB) gebaut. Die ersten beiden Maschinen wurden am 21. Mai angeliefert und 1862 in Betrieb genommen. Die dritte Lok folgte am 23. Juni 1865 mit der Verlängerung der Strecke von Kongsvinger nach Magnor. Die Laufachse war fest im Rahmen angebracht.

## Einsatzgebiete
Zusammen mit den drei Lokomotiven der Type 2a nahmen die fünf Lokomotiven den Verkehr auf der ersten Staatsbahn in Norwegen auf.
Bereits 1862 wurde die Nummerierung der beiden ersten Lokomotiven geändert, die ab diesem Zeitpunkt 1a 13 und 14 lautete.
Die Lokomotiven gehören zu den kleinsten norwegischen Lokomotiven, die im Regelzugbetrieb verwendet wurden. Zwei der Lokomotiven gehörten formal die ganze Zeit der Kongsvingerbane. Nr. 13 wurde am 17. Juni 1885 an Smaalensbanen für die Bespannung von Nahverkehrszügen zwischen Kristiania und Bekkelaget/Ljan überstellt.
Fotos zeigen, dass die Lokomotiven außerhalb der Kongsvingerbane und der Smaalensbane verwendet wurden, so etwa im in Gudbrandsdalen und auf der Ofotbane. Während der dortigen Bauarbeiten wurde die Lokomotive 1a 13 für Bauzugdienste verwendet. Sie wurde 1901 von Oslo nach Narvik verliehen und blieb dort bis 1907 im Einsatz. Die Verlegung der Schienen begann von Fagernes aus am 26. August 1901. Während des Sommers 1901 fuhr die Lokomotive mehrfach täglich auf der Strecke Fagernes–Taraldsvik und transportierte dabei Kohle, Schwellen, Schienen und Teile für die Lokomotive.

## Verbleib
Lok Nr. 13 und 18 wurden am 26. März 1915 und Nr. 14 am 8. April 1916 ausgemustert. Alle Lokomotiven wurden verschrottet.